# 1935年波蘭議會選舉
1935年9月8日波兰举行议会选举；一周后即9月15日举行了第二共和国的参议院选举。
此次议会选举依据4月23日由萨纳齐亚主导与起草的四月宪法为根本所举行的；在此宪法里，萨纳齐亚将新宪法中的关于选举制度的法律改为更对萨纳齐亚有利；反对党派们为抗议而抵制此次选举，最终此次议会选举的投票率只有45.9%，为波兰第二共和国历史上最低投票率。 